# Bahyr Dar
Bahyr Dar (Bahir Dar) – miasto w północno-zachodniej Etiopii; położone nad jeziorem Tana; stolica regionu Amhara; 186 tys. mieszkańców (2006). Ośrodek handlowy regionu rolniczego, przemysł włókienniczy, olejarski, ośrodek turystyczny; w pobliżu na Nilu Błękitnym elektrownia wodna i wodospady Tys Ysat.

## Miasta partnerskie
- Cleveland, Stany Zjednoczone
- Białystok, Polska[1]